# Felitto
Felitto ist eine italienische Gemeinde mit 1156 Einwohnern (Stand 31. Dezember 2023) in der Provinz Salerno in der Region Kampanien.

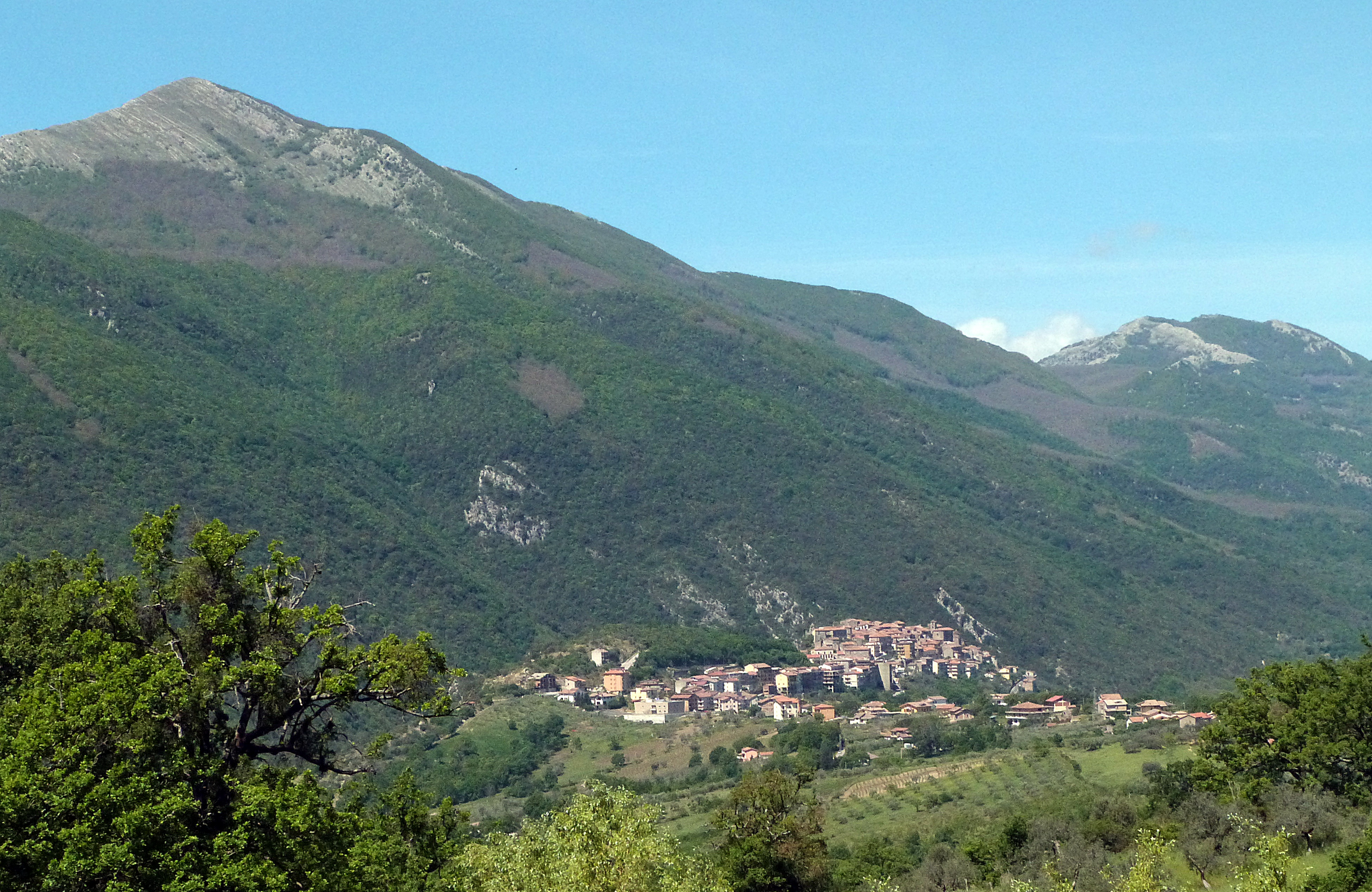
Felitto

## Geografie
Die Nachbargemeinden sind Aquara, Bellosguardo, Castel San Lorenzo, Laurino, Magliano Vetere, Monteforte Cilento und Roccadaspide. Der Ort gehört zum Nationalpark Cilento und Vallo di Diano und ist Teil der Comunità Montana del Calore Salernitano.